# バーン・ダンス
『バーン・ダンス』（原題：The Barn Dance）は、ウォルト・ディズニー・プロダクション（現：ウォルト・ディズニー・カンパニー）が制作したアニメーション短編映画作品。ミッキーマウスの短編映画シリーズの第4作（公開されたのはプレーン・クレイジーより早い第3作）である。

## あらすじ

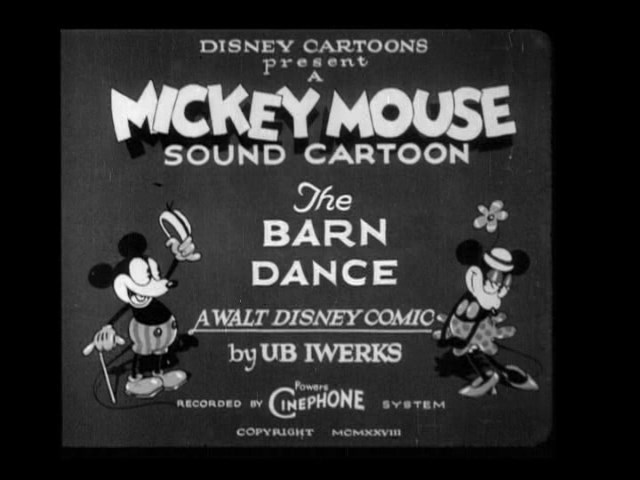
タイトルカード

ミッキーはミニーをバーンダンスに誘いに馬車に乗りミニーの家へやってきた。そこに、やはりミニーを誘いにピートが車に乗ってやって来る。家から出てきたミニーはミッキーよりピートに興味を示し、ピートの車に乗ってしまう。しかし、ピートの車は木に衝突して壊れてしまい、結局ミニーはミッキーの馬車でダンス会場へ向かった。
ダンス会場の納屋ではすでにたくさんの人たちがダンスを踊っていた。ミッキーとミニーもダンスに参加するが、ダンスが下手なミッキーはミニーの足を何度も踏みつけてしまい、ミニーの機嫌を損ねてしまう。曲が変わりミッキーは再度ミニーをダンスに誘うも、今度はピートとダンスを踊り始めるミニー。ミッキーよりダンスが上手なピートはミニーを優しくエスコートする。ピートに嫉妬したミッキーは、今度は体に風船をくくりつけてミニーの足を踏まないようにダンスをする。先ほどと違いうまくダンスを踊るミッキー達だったが、ピートに風船を割られてミッキーはミニーの上に倒れこんでしまう。
再三のミッキーの失態にミニーはそっぽを向き、ミッキーを跳ね飛ばしてピートと共にダンスを踊りながら行ってしまった。ピートに完敗しミニーを奪われてしまい、床に座り込んで泣き出してしまうミッキーだった。

## スタッフ
- 製作・監督・脚本：ウォルト・ディズニー
- 作画：アブ・アイワークス、レス・クラーク
- 音楽：カール・スターリング

## 登場キャラクター
- ミッキーマウス（声：ウォルト・ディズニー）
- ミニーマウス（声：マーセリット・ガーナー）
- ピート

## 使用曲
- The Old Gray Mare
- メンデルスゾーン：春の歌
- メリーさんのひつじ
- Pop Goes the Weasel
- Reuben and Rachel

## 日本での公開

### 収録
- 『ミッキーマウス／B&Wエピソード Vol.2 限定保存版』（DVD、ブエナ・ビスタ・ホーム・エンターテイメント）

2023年にディズニー創立100周年を記念しクラシック短編の修復が行われ、本作品は修復作品の1つとして2023年9月8日より定額制動画配信サービスであるDisney+にて配信が行われている。